# Pilsner

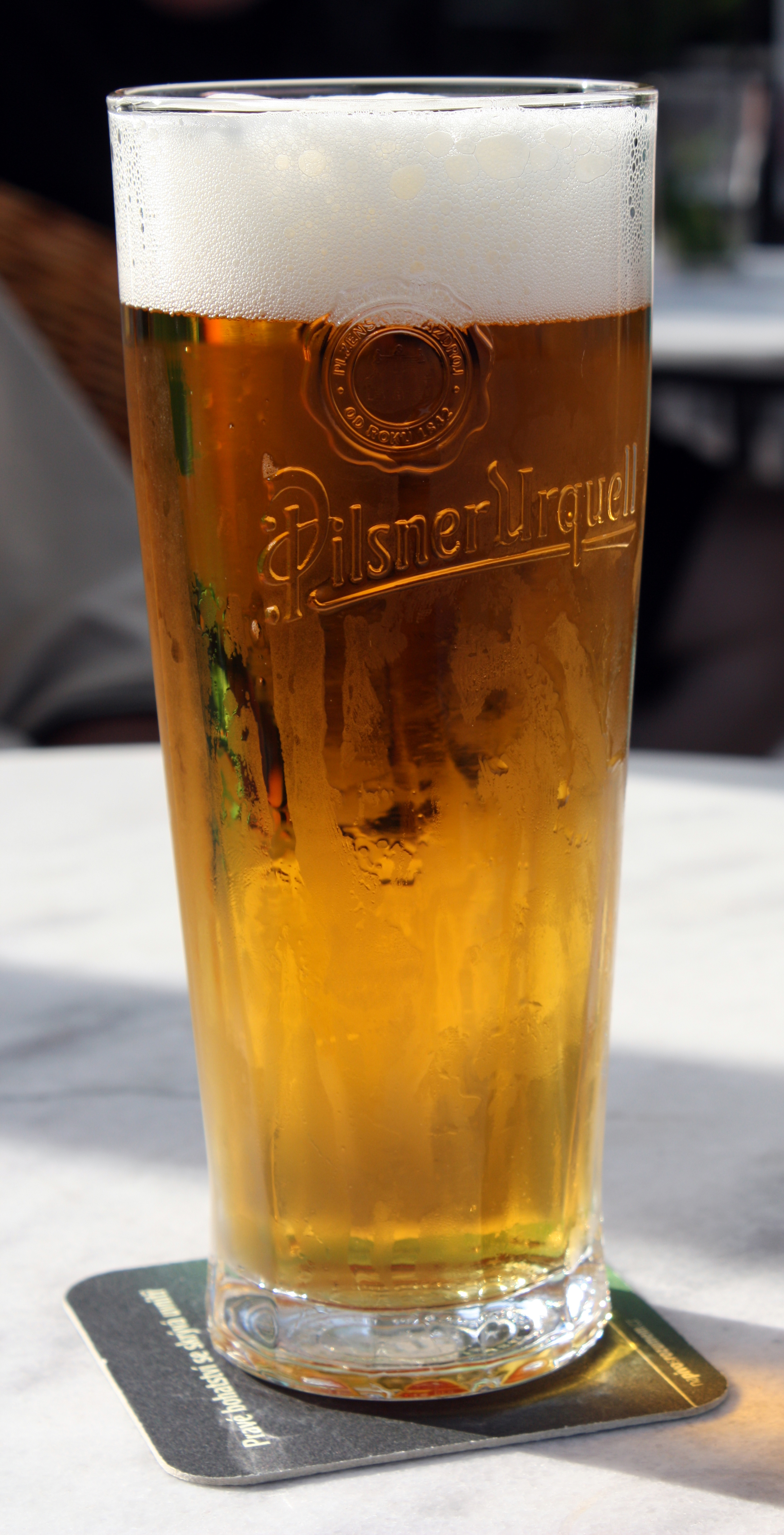
Pilsner.

Pilsner (eller pils) är ett ljust, underjäst, förhållandevis beskt öl. Det är ursprungligen från staden Pilsen i Böhmen (idag Plzeň i Tjeckien), där ölsorten bryggdes första gången 5 oktober 1842. Pilsner är den vanligaste ölsorten i Tyskland där den heter Pilsener eller Pils. Ölsorten är ursprunget till alla moderna ljusa lageröl. Det som särskiljer pilsnerstilen från andra typer av lager är en relativt tydlig humlebitterhet.

## Sverige
Den första pilsnern i Sverige bryggdes år 1871. Det skedde första gången i Borås. Senare samma år började Georg Sellmann på Hamburgs Bryggeri (Hamburgerbryggeriet) i Stockholm brygga en pilsner, som blev så populär att den nya ölsorten snart var den dominerande i Sverige.
Pilsner kom även under starkölsförbudets tid 1922-1955 att bli benämningen på den alkoholsvaga klass II-ölen (2,8 viktprocent). Detta gjorde att pilsner under en period hamnade i vanrykte, något som dock motverkats av Staropramen och andra tjeckiska öls popularitet på senare år.
I vardagsspråk menar man ofta med ordet "pilsner" en öl helt enkelt.
Kvalitetsmässigt skilde man före starkölsförbudet på pilsneröl med en alkoholhalt av 4,75 viktprocent och pilsnerdricka med en alkoholhalt av 3,25 viktprocent.